# Mykola Hlouchtchenko
Mykola Petrovytch Hlouchtchenko (en ukrainien : Микола Петрович Глущенко) né le 17 septembre 1901 à Novomoskovsk et mort le 31 octobre 1977 à Kiev est un artiste peintre ukrainien.

## Biographie
Mykola Hlouchtchenko naît à Novomoskovsk dans le gouvernement de Iekaterinoslav en 1901. Durant la révolution russe, il est mobilisé dans l'armée des volontaires de Dénikine, avant d'être fait prisonnier et déporté en Pologne. Il parvient à s'évader du camp de prisonniers, et rejoint finalement l'Allemagne à pied, où il intègre Académie des arts de Berlin.
Il sort diplômé de l'Académie en 1924, et dès l'année suivante, il commence à travailler à Paris, où ses œuvres attirent immédiatement l'attention des critiques français. Il évolue du mouvement « nouvelle objectivité » (en allemand : Neue Sachlichkeit) qu'il a ramené de ses études à Berlin, vers le postimpressionnisme.
Au début des années 1930, Hlouchtchenko appartient à l'Association des artistes ukrainiens indépendants. Il participe à l'organisation des grandes expositions de peintures ukrainiennes, françaises et italiennes au musée national de Lviv. En 1936, il déménage en Union soviétique. Il collabore avec les services secrets soviétiques, et sera l'un des premiers à les prévenir du projet d'attaque de l'URSS par les Allemands au début de la Deuxième Guerre mondiale. En 1944, il part vivre à Kiev, et compose une série de peintures sur la Kiev d'après-guerre, ainsi que de nombreux paysages issus de ses voyages en France, Belgique, Suisse et Italie notamment.
Dans les années 1960, s'étant rapproché des nouveaux courants artistiques grâce à ses voyages à l'étranger, il enrichit ses œuvres avec des couleurs vives, et sera un précurseur parmi les peintres ukrainiens modernes.
En 1972, il reçoit le prix national Taras Chevtchenko et l'ordre du Drapeau rouge du Travail. Il a également reçu le titre d'artiste du peuple de la RSS d'Ukraine en 1968, et artiste du peuple de l'URSS en 1976.
Hlouchtchenko meurt à Kiev en 1977, et est enterré au cimetière Baïkov.

## Œuvre
Parmi ses œuvres, on compte de nombreux paysages de France, Italie, Pays-Bas et plus tard d'Ukraine, ainsi que des natures mortes, des nus et des portraits, tels ceux de Alexandre Dovjenko et Volodymyr Vynnytchenko. Hlouchtchenko réalisera également des commandes pour le gouvernement soviétique, telles que les portraits des écrivains français Henri Barbusse, Romain Rolland, Victor Margueritte et du peintre Paul Signac.
Les œuvres de Hlouchtchenko ont été exposées de son vivant, à Berlin (1924), à Paris (à cinq reprises de 1925 à 1934), à Milan (1927), à Budapest (1930 et 1932), à Stockholm (1931), à Rome (1933), à Lviv (1934 et 1935), à Moscou (1943 et 1959), à Belgrade (1966 et 1968), à Londres (1966), à Toronto (1967 à 1969) et plus de dix fois à Kiev.